# Дупли маратон
Дупли маратон је врста ултрамаратона (трка која подразумева веће дистанце од маратонске трке - 42 километра) која, као што име каже се трчи у дужини од 84 km (52 mi) - два маратона један за другим.